# Andrija Makar
Andrija Makar (1620. − 1666.), hrvatski profesor iz Varaždina. Nepravedno nije poznat široj javnosti, jer je među prvim hrvatskim profesorima na inozemnim sveučilištima. Predavao je filozofiju na učilištu u Trnavi i Košicama. Teze iz njegovih predavanja su otiskane u djelima Philosophia, Conclusione logicae i Dissertatio iucunda de materia prima conclusionum logicarum…, no primjerci otiskanih djela su izgubljeni i do danas nisu nađeni.